# Kfar Chabad
Kfar Chabad (en hebreu: כפר חב"ד) és un llogaret hassídic del moviment Habad Lubavitx situada en el Consell Regional de la Vall de Lod a Israel, a 7 km al sud de Tel-Aviv. El llogaret va ser fundat pel rabí Yosef Yitzchak Schneerson en 1949. A la vila hi ha una sinagoga. Els primers habitants van ser immigrants de la Unió Soviètica que van arribar al poble després de la Segona Guerra Mundial. Kfar Chabad inclou diverses institucions educatives del moviment hassídic Lubavitx a Israel.